# Satoshi Yamaguchi (fodboldspiller, født i 1978)
 Der er flere personer med dette navn, se Satoshi Yamaguchi.
Satoshi Yamaguchi (født 17. april 1978) er en japansk fodboldspiller.

## Japans fodboldlandshold
| Japans landshold | Japans landshold | Japans landshold |
| År               | Kmp              | Mål              |
| ---------------- | ---------------- | ---------------- |
| 2009             | 2                | 0                |
| Total            | 2                | 0                |